# MÁV 493 sorozat
A MÁV 493 sorozat egy keskenynyomtávú szertartályosgőzmozdony-sorozat volt a MÁV-nál.
Összesen nyolc mozdonyt osztottak a sorozatba. A mozdonyokat a Krauss (1), Krauss/Linz (1), Orenstein&Koppel (1) és a Maffei (5) mozdonygyárak gyártották. A főbb műszaki paraméterek a táblázatban láthatóak.
A mozdonyoknak – hasonlóan a legtöbb keskenynyomtávú mozdonyhoz – igen változatos életútjuk volt. Többször cseréltek országot is, nem csak vasútvonalat. Kettő belőlük végül a Szovjetunióba, kettő (és valószínűleg még egy, bár erre adat nincsen) Romániába került, a többi többnyire hazai gazdasági vasutaknál szolgált. A rendelkezésre álló kevés információ szerint legutolsónak a egykori MÁV 493,201 pályaszámú mozdonyt selejtezték 1970-ben CFF 764.256 pályaszámmal.